# 木古内町立木古内小学校
木古内町立木古内小学校（きこないちょうりつきこないしょうがっこう）は、北海道上磯郡木古内町にある公立小学校。

## 沿革

### 前史

#### 札苅小学校
- 大正2年8月 - 児童文庫を附設[1]。

### 木古内小学校
- 1878年（明治11年） - 開校[2]。
- 1958年（昭和33年） - 校舎改築第2期工事竣功[3]。
- 1978年（昭和53年） - 開校100周年迎える[3]。
- 1995年（平成7年） - 改築工事竣功[4]。
- 2003年（平成15年） - 札苅・泉沢・釜谷の3小学校を統合[4]。
- 2011年（平成23年） - 鶴岡小学校を統合。

## 通学地域
- 木古内町全域

## 周辺
- 木古内町役場
- 北海道道5号江差木古内線
- JR北海道新幹線・道南いさりび鉄道線木古内駅
- 木古内駅前郵便局
- 山村広場
  - ふるさとの森プール
  - たかとり野球場
- 北海道函館方面木古内警察署

## アクセス
- 函館バス「木古内」バス停から、徒歩約270m・約5分。
- JR北海道北海道新幹線・道南いさりび鉄道道南いさりび鉄道線木古内駅から、徒歩約410m・約7分（直線距離は約230mと近いが、道路の関係でやや遠回りとなる）。